# Пелкосенниеми
Пелкосенниеми (фин. Pelkosenniemi) — община в Финляндии, в провинции Лаппи. Население составляет 1012 человек (на 31 января 2011 года); площадь — 1881,73 км². Плотность населения составляет 0,55 чел/км². Официальный язык — финский.

## Населённые пункты
Деревни региона включают: Аапаярви, Арвоспуоли, Кайрала, Киемункиваара, Луиро, Пелкосенниеми, Пюхяъярви, Саунаваара, Суванто.

## Демография
На 31 января 2011 года в общине Пелкосенниеми проживало 1012 человек: 565 мужчин и 447 женщин
Финский язык является родным для 99,7 % жителей, шведский — для 0 %. Прочие языки являются родными для 0,2 % жителей общины.
Возрастной состав населения:
- до 14 лет — 8,2 %
- от 15 до 64 лет — 65,02 %
- от 65 лет — 26,38 %

Изменение численности населения по годам:
| Год  | Численность |
| ---- | ----------- |
| 1980 | 1601        |
| 1990 | 1533        |
| 2000 | 1243        |
| 2010 | 1008        |
| 2011 | 1012        |

## Галерея

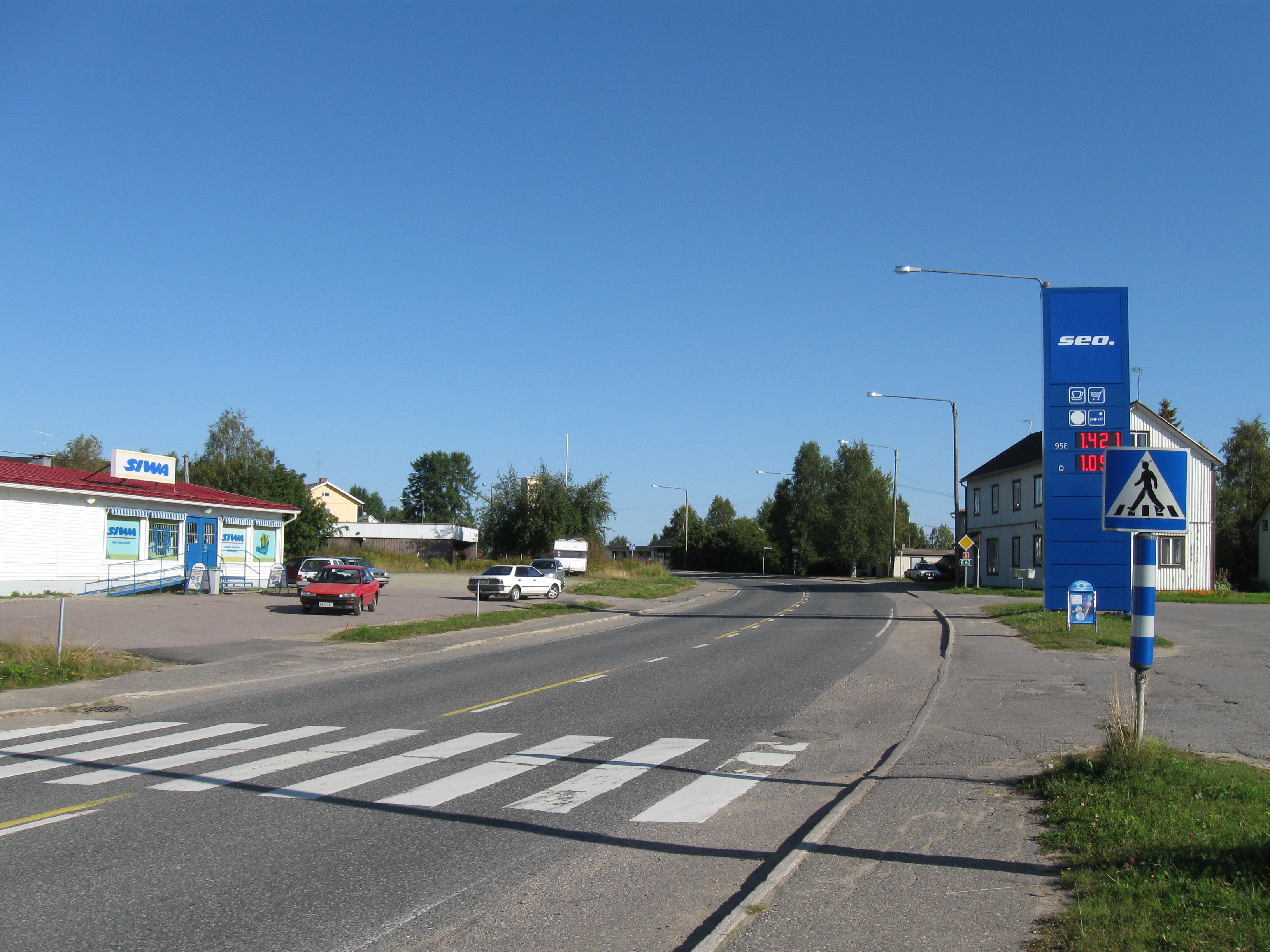
Центральная часть общины

## Города-побратимы
- Алакуртти[7]